# Samuel Šigut
Samuel Šigut (* 31. říjen 2002, Paskov) je český fotbalový záložník a bývalý mládežnický reprezentant, hráč Karviné.

## Klubová kariéra
Fotbalově vyrůstal ve Frýdku-Místku. Následně se dostal do mládežnických kategorií Baníku Ostrava, zde nastupoval také za B tým. V roce 2021 se vrátil do MFK Frýdek-Místek, odtud byl poslán na hostování do SFC Opava. Tam nakonec i přestoupil.

### SK Dynamo České Budějovice
V roce 2023 přestoupil do týmu SK Dynamo České Budějovice. Prvoligový debut zaznamenal dne 16. září 2023, kdy Budějovice padly 2:1 s Olomoucí. Premiérovou branku v dresu Jihočechů vstřelil o dva týdny později, kdy svým zásahem z 45. minuty zajistil jeden bod z remízy 1:1 se Zlínem. Za Dynamo nastoupil celkem do 42 soutěžních utkání, ve kterých si připsal dva góly a čtyři asistence.

### MFK Karviná
Na začátku ledna 2025 podepsal smlouvu v Karviné a stal se první zimní posilou trenéra Hyského. 30. března se mu podařilo poprvé prosadit v novém dresu na domácím hřišti proti Mladé Boleslavi. Ve 35. minutě utkání za stavu 0:1 srovnal skóre po přihrávce Dennyho Samka, když z úhlu překonal brankáře Aleše Mandouse. Svůj tým tak nastartoval k obratu, jelikož Karviná nakonec slavila výhru 3:1. Na svou třetí ligovou trefu čekal od 10. února 2024.

## Reprezentační kariéra
Šigut reprezentoval Česko v mládežnických kateegoriích U20 a U21. První šanci dostal dne 24. března 2022 proti Portugalsku. V roce 2024 byl nominován do kategorie do 21 let, start si však nepřipsal.